# Mbini

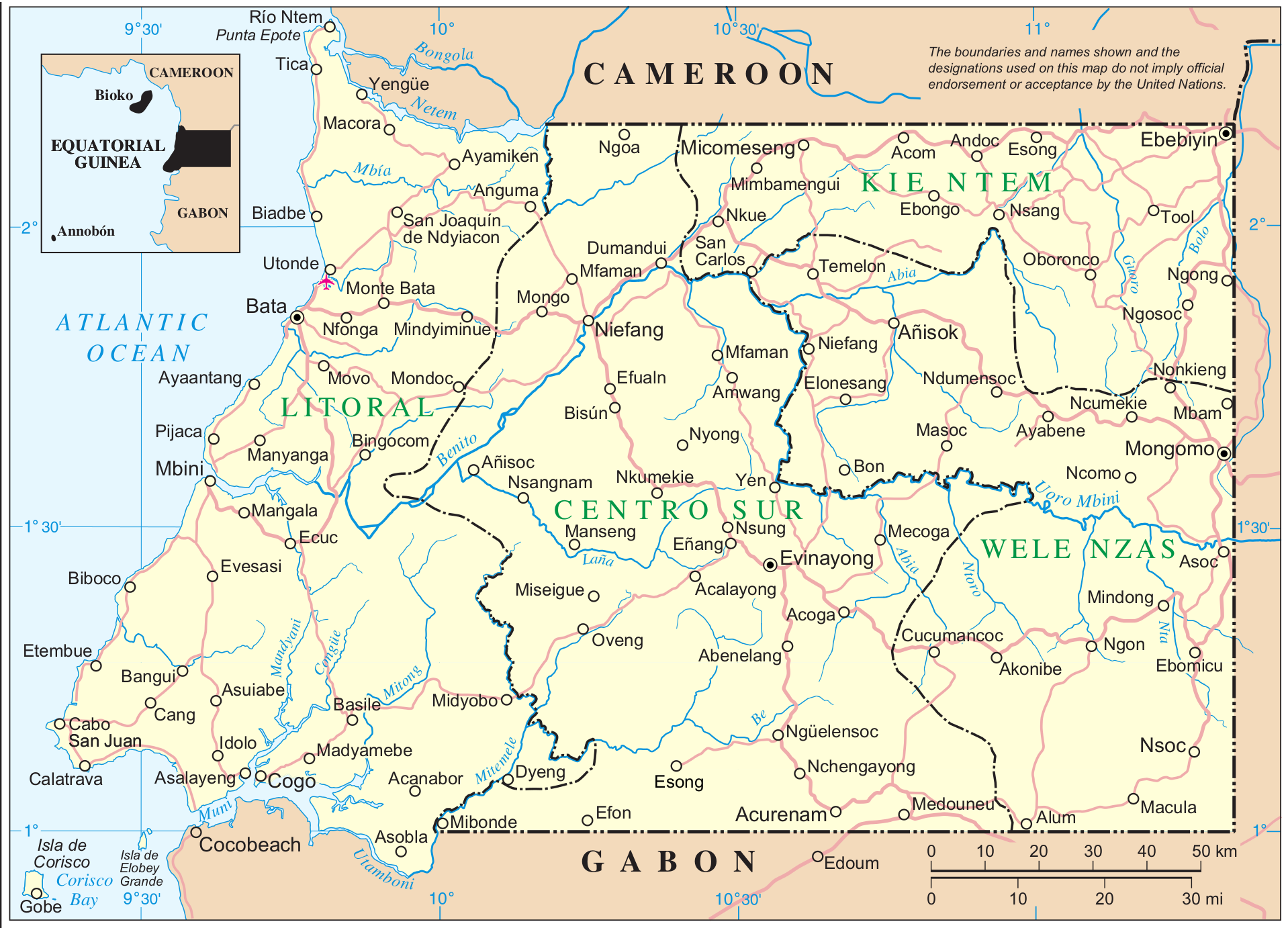
Mapa Mbini

Mbini (do 1973 hiszp. Río Muni) – kontynentalna część Gwinei Równikowej, położona między Kamerunem i Gabonem. Zajmująca powierzchnię 26 tys. km², a zamieszkuje ją ok. 300 tys. osób (1994), głównie ludność z plemienia Fang. Obecnie region Mbini podzielony jest na 4 prowincje: Centro Sur, Kie-Ntem, Litoral i Wele-Nzas. Głównym miastem i portem morskim Mbini jest Bata (135,2 tys.). Inne ważniejsze miejscowości regionu to: Evinayong, Ebebiyin, Acalayong, Acurenam, Mongomo, Sevilla de Niefang, Valladolid de los Bimbiles i Mbini

## Historia
Portugalczycy przekazali Rio Muni Hiszpanom w 1778. Mieli oni zamiar wykorzystywać ten obszar jako źródło niewolników do pracy w ich posiadłościach kolonialnych. Większość nowych osadników zmarła jednak na żółtą febrę. Ostatecznie koloniści rozwinęli tu plantacje kakaowca i eksploatację lasów.
Rio Muni było hiszpańskim protektoratem od 1885, a kolonią – od 1900. Używano wobec niej także określenia Gwinea Kontynentalna (hiszp. Guinea Continental). W 1909 połączono ją z wyspiarskimi koloniami w Zatoce Gwinejskiej Elobey, Annobón y Corisco oraz Fernando Póo, tworząc Hiszpańskie Terytoria Zatoki Gwinejskiej (Territorios Españoles del Golfo de Guinea), nazywane częściej Gwinea Hiszpańska. W 1960 otrzymały one status prowincji zamorskiej Hiszpanii, a w 1963 regionu autonomicznego. Ostatecznie 12 października 1968 uzyskały niepodległość jako Gwinea Równikowa.